# Diócesis de Bristol (antigua)
La diócesis de Bristol (en latín: Dioecesis Bristoliensis y en inglés: Diocese of Bristol) fue una circunscripción eclesiástica de la Iglesia católica en el Reino Unido. Se trataba de una diócesis latina, sufragánea de la arquidiócesis de Canterbury. Por el Acta de Supremacía del Parlamento de Inglaterra del 8 de mayo de 1559 fue convertida en la diócesis de Bristol de la Iglesia de Inglaterra.

## Territorio y organización

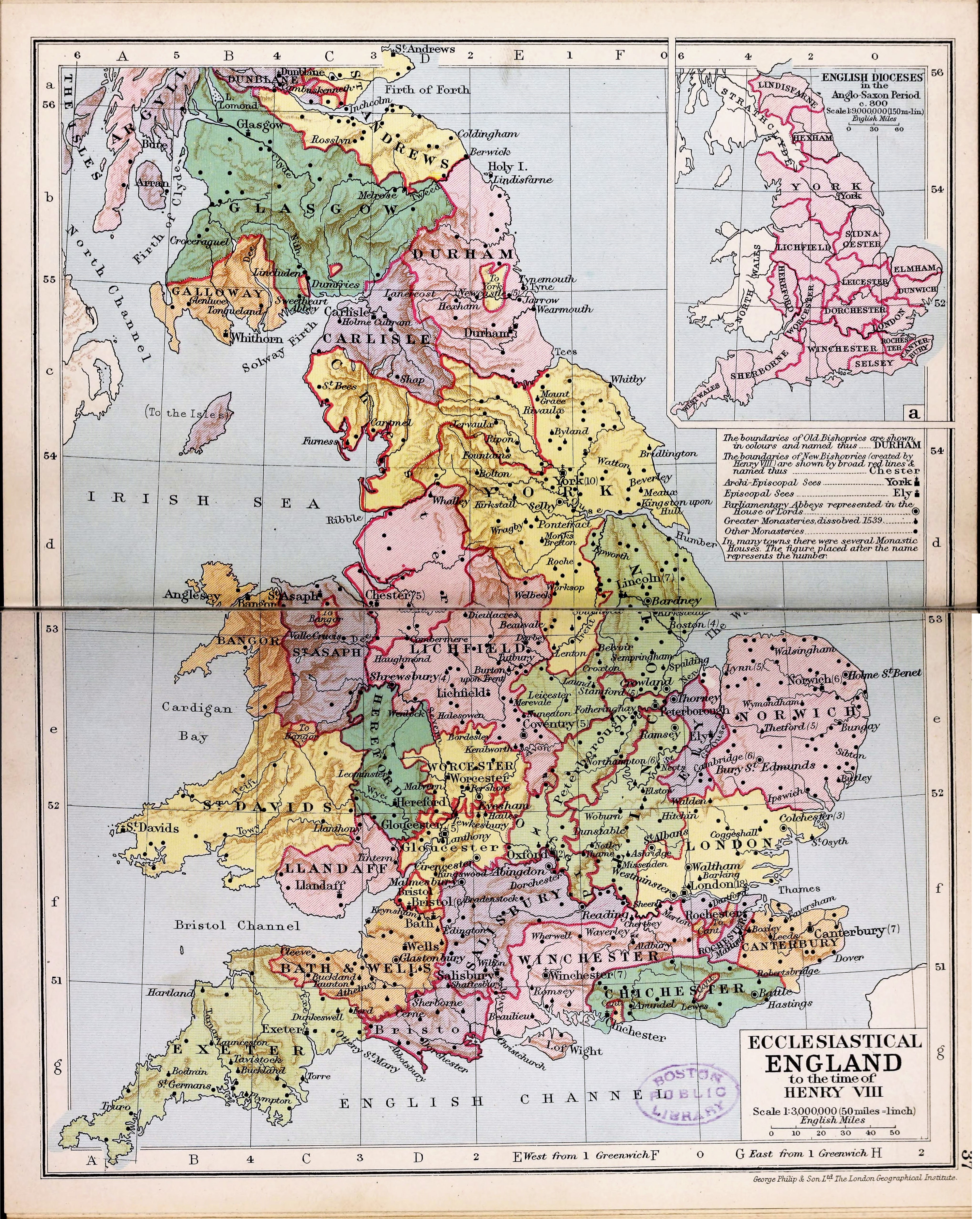
Mapa de las diócesis de Inglaterra

La diócesis extendía su jurisdicción sobre los fieles católicos de rito latino residentes en parte de Inglaterra, comprendiendo el condado y el arcedianato de Dorset (tomados de la diócesis de Salisbury) y varias parroquias de las diócesis de Gloucester y de Worcester, con tres iglesias en Bristol, que habían pertenecido a la diócesis de Bath y Wells. 
La sede de la diócesis se encontraba en la ciudad de Bristol, en donde se halla la Catedral de la Santísima Trinidad, que desde la Reforma anglicana pertenece a la Iglesia de Inglaterra.

## Historia
Luego de que el 23 de marzo de 1534 el papa Clemente VII excomulgara el rey Enrique VIII a causa de su divorcio de Catalina de Aragón, el 3 de noviembre de 1534 el Parlamento de Inglaterra aprobó el Acta de Supremacía de 1534
mediante la cual se declaraba que el rey era «only supreme head in earth of the Church of England, called Anglicana Ecclesia», acto formal mediante el cual la Iglesia católica de Inglaterra entraba en cisma con la Santa Sede, transformándose en una Iglesia nacional independiente. El 18 de diciembre de 1534 aprobó además la Ley de Traición que castigaba con la pena de muerte a quienes no aceptaran el Acta de Supremacía. El Parlamento de acuerdo con Enrique VIII emitió los Seis Artículos en agosto de 1539, por los que se mantuvo la liturgia católica-romana tradicional casi sin cambios en las doctrinas y prácticas de la nueva Iglesia nacional independiente de Inglaterra.
Bristol formó parte de la diócesis de Worcester hasta que el rey Enrique VIII, por la Ley de Obispos Sufragáneos de 1534 del Parlamento, Henry Holbeach fue nombrado "obispo sufragáneo" (término usado en el anglicanismo para un obispo auxiliar) de Bristol en 1538 y colaboró con el obispo cismático anglicano de Worcester en la supervisión de la diócesis. En 1541 Bristol pasó a formar parte de la recién formada diócesis de Gloucester, también por orden de Enrique VIII sin reconocer ya la autoridad del papa. El 4 de junio de 1542 Bristol fue erigida ex auctoritate por edicto del rey Enrique VIII. Su sede fue la antigua abadía de Bristol, dedicada a la Santísima Trinidad, que había sido saqueada en 1539 durante la disolución de los monasterios por orden del Parlamento y del rey, y que estaba en proceso de demolición cuando llegó la orden real que la la designó catedral.
El primer obispo de la diócesis cismática de Bristol fue el excapellán de la casa real, Paul Bush, nombrado en 1542. Tras la muerte de Enrique VIII el 28 de enero de 1547 lo sucedió su hijo Eduardo VI. Durante su reinado la Iglesia de Inglaterra llegó a ser teológicamente protestante. En Bristol continuó como obispo Paul Bush.
Tras la muerte de Eduardo VI el 6 de julio de 1553 ascendió al trono la católica María I Tudor, quien por ley del Parlamento del 12 de noviembre de 1554 derogó el Acta de Supremacía y luego se abolió toda la legislación religiosa aprobada contra el papado a partir de 1529. El obispo Paul Bush fue juzgado por haber contraído matrimonio, aunque había enviudado y renunció en junio de 1554. 
La diócesis del Bristol fue erigida canónicamente por el papa Paulo IV, quien en 1554 autorizó al arzobispo de Canterbury, cardenal Reginald Pole, para eso. John Holyman fue consagrado obispo el 18 de noviembre de 1554. Fue el único obispo de Bristol en comunión con la Santa Sede y falleció el 20 de diciembre de 1558. El 17 de noviembre de 1558 falleció la reina María y fue sucedida por Isabel I, quien con otra Acta de Supremacía del 8 de mayo de 1559 restauró la independencia de la Iglesia anglicana y rompió definitivamente con la Santa Sede. Desde entonces la diócesis de Bristol es parte de la Iglesia de Inglaterra y el 29 de abril de 1562 fue nombrado Richard Cheyney iniciando la lista de obispos anglicanos de la diócesis de Bristol.

## Episcopologio
- Paul Bush † (1542-junio de 1554 renunció) (obispo cismático anglicano)

- John Holyman † (18 de noviembre de 1554 consagrado-20 de diciembre de 1558 falleció)